# Batalla de Sacile
La batalla de Sacile fue librada el 15 de abril de 1809 entre un ejército de 40.000 austriacos dirigidos por el archiduque Juan de Austria y 36.000 franceses e italianos bajo el mando de Eugène de Beauharnais, Regente de Italia e hijastro del Emperador francés Napoleón Bonaparte. Tras una dura lucha en la que ambos mandos demostraron poca eficiencia, el movimiento de uno de los flancos austríacos forzó a los franceses a retirarse. La batalla terminó, sin embargo, sin un claro vencedor y las bajas fueron similares en ambos bandos, hasta sumar un total de 4.000 muertos.
- Datos: Q508387
- Multimedia: Battle of Sacile / Q508387